# گلوکز آمین
گلوکزامین (به انگلیسی: Glucosamine)
رده درمانی: مکمل خوراکی
اشکال دارویی: قرص، کپسول و پودر شیاف

## موارد مصرف
۱. تسکین و درمان بیماری‌های تخریبی مفاصل مانند استئوآرتریت
۲. صدمات و آسیب‌های غضروفی مفصلی در ورزشکاران
گلوکوزامین یک ماده طبیعی است که در مایع اطراف مفاصل یافت می‌شود. این ماده به طور طبیعی در استخوان حیوانات، مغز استخوان، صدف و قارچ موجود است. گلوکوزامین نقش بسیار مهمی در ساخت و ساز غضروف‌ها بازی می‌کند و معمولاً به عنوان یک مکمل برای افرادی به کار می‌رود که از آرتریت، به خصوص آرتروز رنج می‌برند. گلوکوزامین به خصوص گلوکوزامین سولفات، از پوسته سخت‌پوستان برداشته می‌شود و در مکمل‌های غذایی قرار می‌گیرد. این ماده را می‌توان در آزمایشگاه نیز تولید کرد. 
اگرچه امروزه مکمل‌های گلوکوزامین به‌طور گسترده برای تسکین درد مفاصل و ترمیم غضروف آسیب دیده در آرتروز استفاده می‌شود ولی تأثیر گلوکوزامین در بهبود آرتروز بسیار کمتر از باورهای مردم است که البته این موضوع با نوع گلوکزامین مصرف شده ارتباط مستقیم دارد. در حال حاضر گلوکز امین‌های موجود به دو دسته کلی تقسیم می‌شوند. بر اساس ملح پایه، گلوکزامین‌ها به گلوکزامین سولفات و گلوکزامین هیدروکلراید دسته‌بندی می‌شوند که در مطالعات صورت گرفته تنها گلوکزامین سولفات تأثیرات مثبتی در توقف روند تخریب غضروف و بازسازی مجدد آن نشان داده است. 
۳. پسوریازیس آئورتیک

## مکانیسم اثر
این ماده برای ساخته شدن اجزای تاندون‌ها، غضروف و مایع سینوویال (مایع احاطه‌کننده فضای بین مفصلی) ضروری می‌باشد. این ترکیب با مهار آنزیم کلاژناز (تجزیه‌کننده کلاژن) و آنزیم‌های پروتئولیتیک (تجزیه‌کننده پروتئین‌ها) سبب محافظت از بافت غضروفی شده و تا حدود کمی اثرات ضد التهابی دارد ولی اصلاً مسکن نیست. معمولاً برای تأثیرگذاری بیشتر گلوکز آمین، نوعی ماده ترکیبی دیگر بنام کندرویتین سولفات به این ماده افزوده می‌شود.
در درمان پسوریازیس آئورتیک نیز پیشنهاد شده‌است و درد مفاصل و عوارض ناشی از آن را می‌کاهد.

## عوارض جانبی
عوارض جانبی گلوکزامین در موارد نادر ناراحتی‌های خفیف گوارشی و اسهال بوده‌است که با قطع مصرف گلوکزامین برطرف شده‌است. مصرف این دارو ممکن است موجب ایجاد بیماری فشار خون در بیماران گردد.